# معصم برساوش
مِعصَم بَرساوُش (مچ دست برساوش) یا کاپا برساوش یک ستاره است که در صورت فلکی برساوش قرار دارد.